# Somogyszob–Balatonszentgyörgy-vasútvonal
A Balaton déli partját a Belső-Somoggyal összekötő Somogyszob–Balatonszentgyörgy vasútvonal a MÁV 37-es számú, egyvágányú, Balatonkeresztúr állomásig villamosított mellékvonala.
A vasútvonalon a személyszállítás 2009. december 13-án, a 2009/2010. évi menetrendváltással megszűnt. A teherforgalom Balatonszentgyörgytől Böhönyéig megmaradt.

## Történet
A Somogyvármegyei Egyesült HÉV társaság által épített, 59,3 km hosszú vasútvonalat 1893. október 24-én nyitották meg. A pálya 8 és 9 m hosszú, 23,6 kg/fm tömegű, „i” rendszerű sínekből épült. Az elsősorban mezőgazdasági termékek szállítására létesült vasútvonal építési költségeihez a környékbeli nagybirtokosok jelentősen hozzájárultak. 2009. december 13-án a közszolgáltatás szerinti személyszállítás leállt a vasútvonalon.
A vonalon 2018 óta több különvonat is közlekedett:
- 2018.05.26. NOHAB-GM Alapítvány Dél-Dunántúli körtúra (Budapest – Balatonszentgyörgy – Somogyszob – Kaposvár – Fonyód – Budapest)
- 2018.10.20. I. Emlékvonatozás (Somogyszob – Balatonszentgyörgy – Somogyszob)
- 2019.07.20. NOHAB-GM Alapítvány különvonata a Mesztegnyői Rétesfesztiválra (Budapest – Balatonszentgyörgy – Mesztegnyő – Budapest)
- 2019.10.04.  PTG Tours Dunántúli körtúra (2019.10.03-08)
- 2019.10.19. II. Emlékvonatozás (Somogyszob – Balatonszentgyörgy – Somogyszob)
- 2020.10.24. III. Emlékvonatozás (Budapest – Balatonszentgyörgy – Böhönye – Balatonszentgyörgy – Budapest)
- 2021.10.16. IV. Emlékvonatozás (Kaposvár – Fonyód – Balatonszentgyörgy – Böhönye – Balatonszentgyörgy – Böhönye – Balatonszentgyörgy – Fonyód – Kaposvár
- 2022.09.10. V. Emlékvonatozás a 150 éves Dombóvár-Gyékényes vasútvonal jegyében került megrendezésre
- 2023.10.21. VI. Emlékvonatozás a 130 éves vasútvonal emlékére (Keszthely – Balatonszentgyörgy – Böhönye – Balatonszentgyörgy – Keszthely / Kaposvár – Fonyód – Balatonszentgyörgy – Böhönye – Balatonszentgyörgy – Fonyód – Kaposvár)
- 2024.10.19. VII. Emlékvonatozás (Keszthely – Balatonszentgyörgy – Böhönye – Balatonszentgyörgy – Keszthely / Kaposvár – Fonyód – Balatonszentgyörgy – Böhönye – Balatonszentgyörgy – Marcali – Balatonszentgyörgy – Böhönye – Balatonszentgyörgy – Fonyód – Kaposvár)

A vasútvonal Böhönye - Segesd - Somogyszob közötti szakaszát a 2020. július 25-i esőzést követő áradás súlyosan károsította. Az esőzés óta a Böhönye-Segesd-Somogyszob szakaszon nincs forgalom. 2024. december 12-étől a vasútvonal Böhönye (kiz.) – Somogyszob (kiz.) szakasza hivatalosan is üzemszünet alatt áll.

## Felépítmény
A XI és 48 sínrendszerű vágány hevederes illesztésű, vegyesen talpfás és vasbetonaljas alátámasztású, illetve sínleerősítése is vegyes, nagyrészt geós, kisebb részt nyíltlemezes.[forrás?]

## Képtár

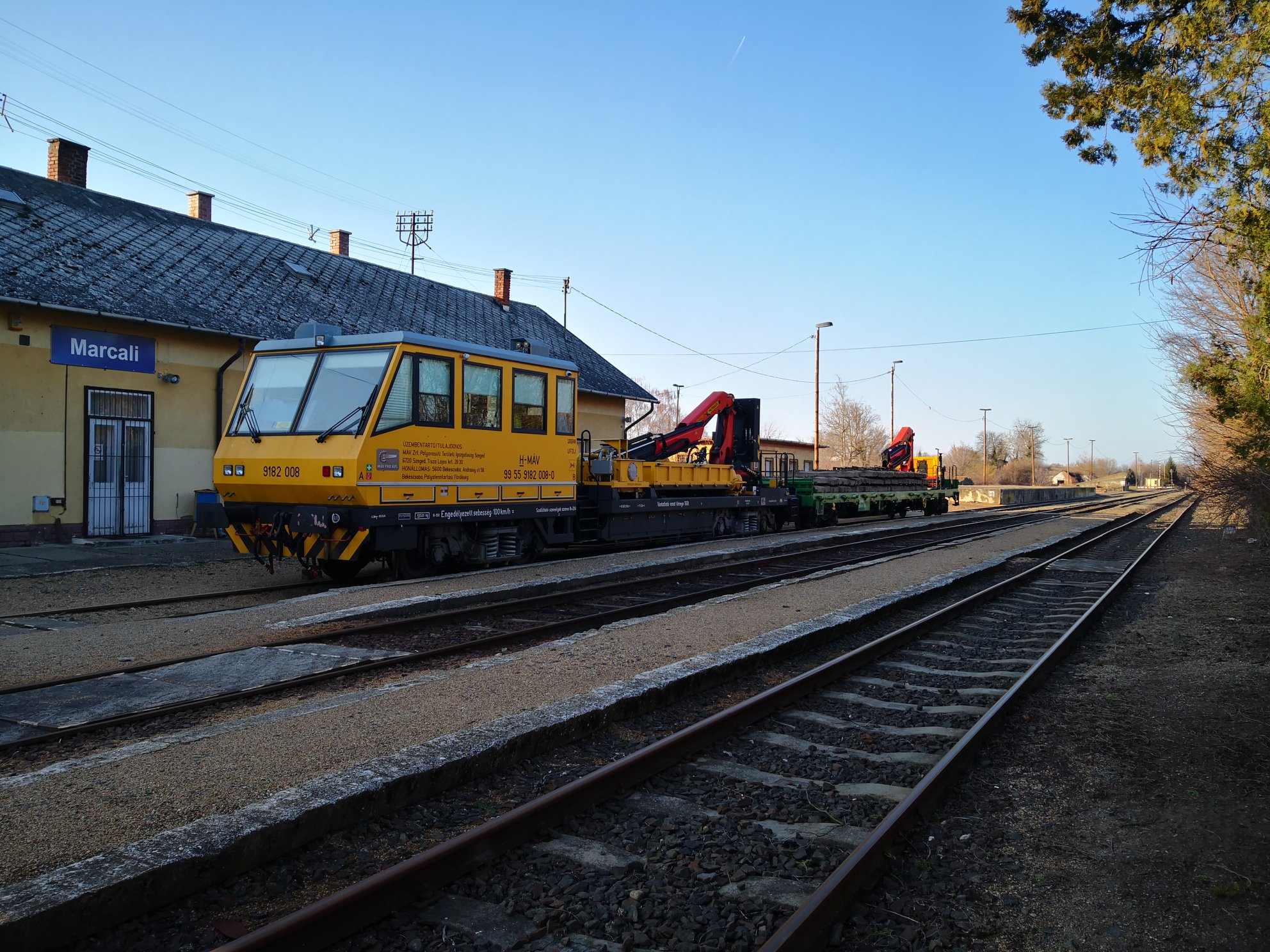
MÁV "Lencse" Univerzális Forgóvázas Darus Jármű 9182 008 Marcaliban
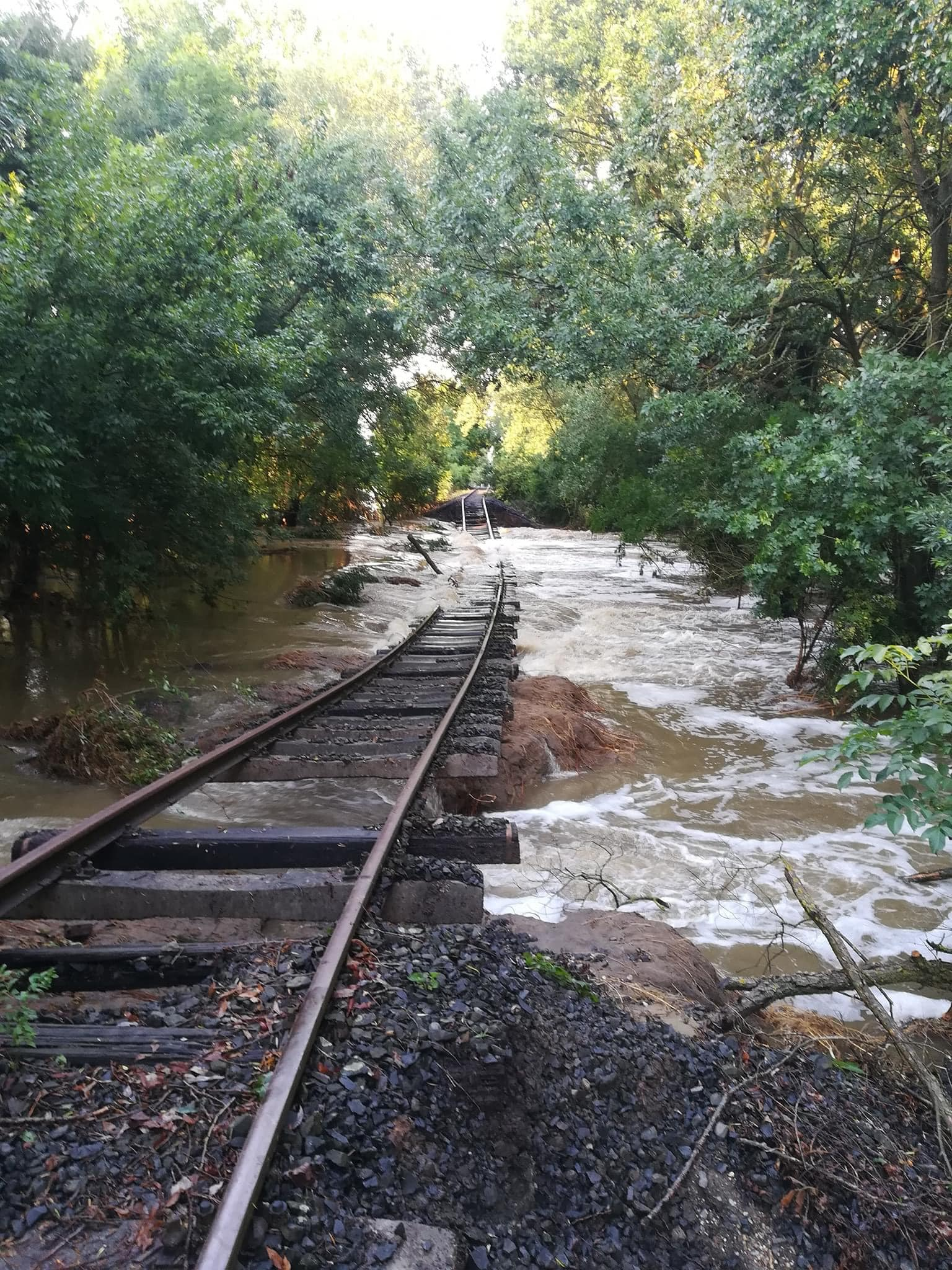
A 2020. júliusi esőzés által elmosott pálya Segesd közelében
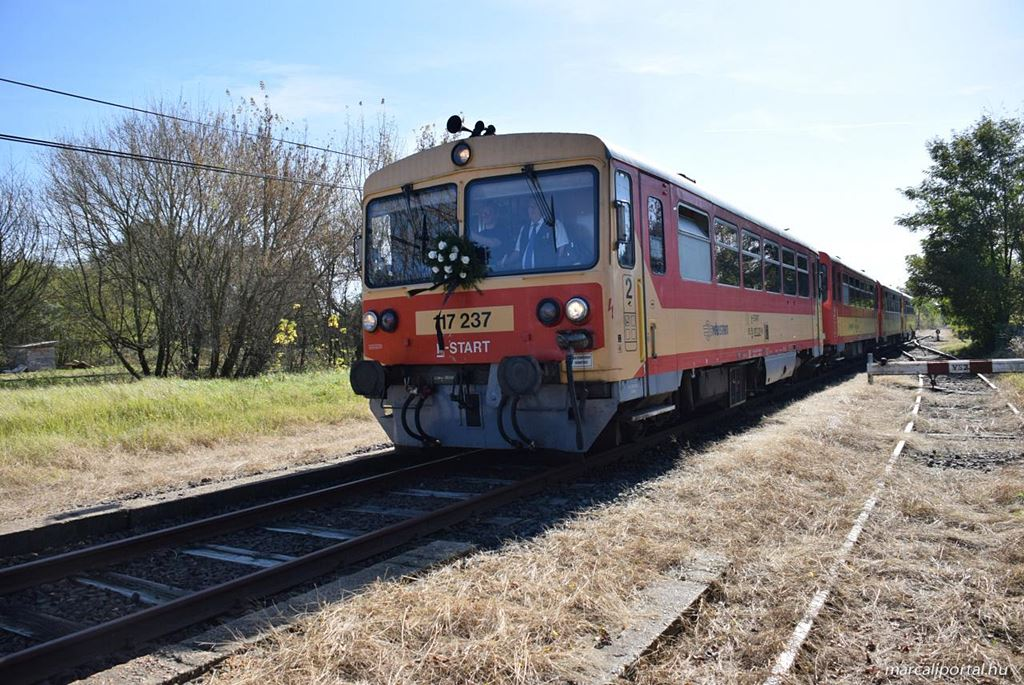
BZ motorvonat Mesztegnyőn (2019.10.20)
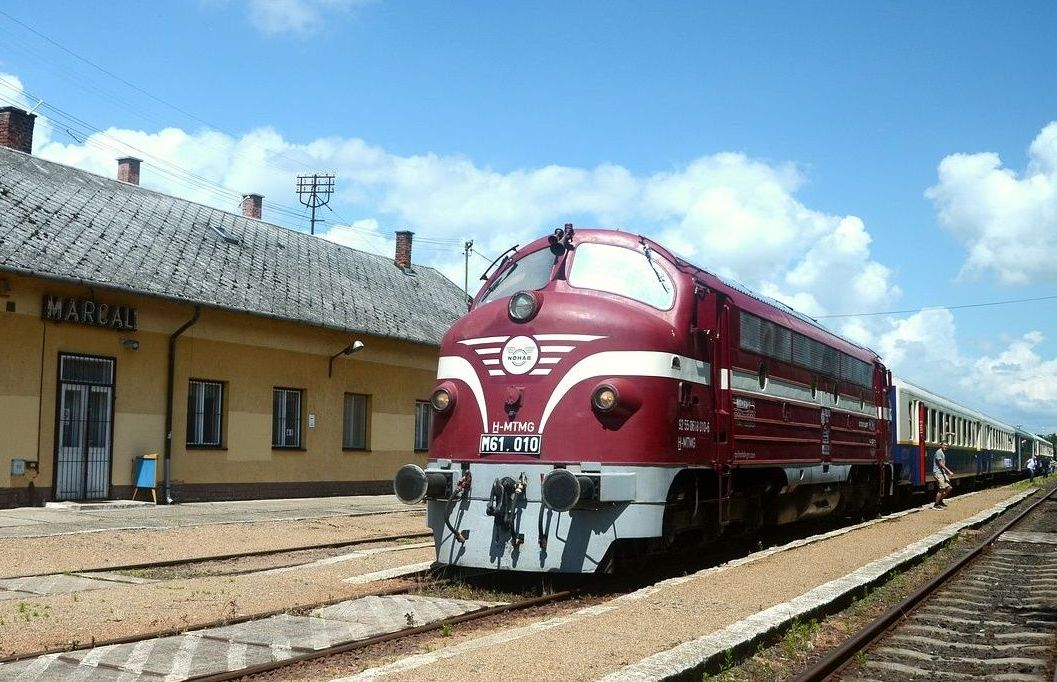
A NOHAB-GM Alapítvány somogyi körtúrára induló különvonata Marcaliban